# Näsijärvi
Le Näsijärvi, est un lac situé dans la région de Pirkanmaa de la province de Finlande-Occidentale,,,.

## Géographie
Les lacs Näsijärvi et Pyhäjärvi sont reliés par la rivière Tammerkoski au bord de laquelle s'est développée la ville de Tampere depuis 1775. 
Le Näsijärvi, avec ses 256,12 km2 de superficie est le plus grand lac de la région est le seizième de Finlande.

### Réseau hydrographique
Le lac est situé dans le réseau hydrographique du Kokemäenjoki (fi) (code 35).
Le lac reçoit l'essentiel de son eau du lac Palovesi par le canal de Murole et les rapides Muroleenkoski et en amont du lac Ruovesi, qui recueille l'eau des voies navigables d'Ähtäri, de Pihlajavesi et de Keuruu, avec un bassin versant total de 6 102 km2.
Les plus petits bassins qui se jettent dans le lac sont les bassins versants de Keihäsjoki (192 km²), Jakama (157 km²), Karjulanjoki (138 km²), Elänte (75 km²), Velaatanjoki (106 km²) et Pukala (69 km²),,.

### Bassins du lac
Le lac est divisé en trois bassins, qui sont Näsinselkä, Koljonselkä et Vankavesi.

### Îles du lac
Le lac compte 710 îles. Leur superficie totale est de 984 hectares, soit environ 3,8% de la superficie totale du lac. 
Parmi les îles, seule Iso-Otava (113 ha) mesure plus d'un kilomètre carré, mais 100  îles font plus d'un hectare et 496 îles font plus d'un are, les 113 autres les îles sont plus petites qu'un are.
Les îles importantes mentionnées sur les cartes sont, en partant du sud, Siilinkari, Pallosaari, Karso, Harvasalo ja Pikku-Otava, qui sont toutes dans le bassin Näsinselälkä. 
Dans Kaiharinlahti les iles notables sont Niinisaari, Korpinsaari, Lammassaari et Äijänsaari.
Dans le bassin Koljonselkä on peut mentionner Taulasalo, Koljonsaari, Selkäsaari, Iso Lammassaari, Heinisaari et Säynäsaaret. Lehtisaari, Kontusaari, Vetämäkanta, Vähä Vesassalo, Iso Vesassalo, Toltaansalo et Iso Leppisalo (31 ha), Taninsaari (38 ha), Muurainen (47 ha) ja Pikku-Muurainen.
Et dans Vankaselälkä Onniansaari (49 ha) ja Lietsaari,.

## Habitat et activités

### Habitat
La rive sud du lac Näsijärvi à Tampere est très peuplée. 
Le rivage du lac mesure 806 kilomètres de long et ce chiffre comprend également les plages des îles. 
Sur les rives du lac Näsijärvi se trouvent entre autres, Tampere, Ylöjärvi et Kuru. 
À Tampere, à l'extrémité sud du lac Näsijärvi, dans le parc d'attraction de Särkänniemi, se trouve la haute tour d'observation Näsinneula. 
À côté de Särkänniemi se trouve le port de Mustalahti,.

### Navigation
En été, le lac Näsijärvi est une voie navigable très fréquentée.
Des croisières sont organisées de Mustalahti à Tampere jusqu'à Virrat via le canal de Murole.
Ce parcours est la partie méridionale de la voie lacustre du poète.
Plusieurs clubs nautiques locaux sont actifs sur le lac. 
De nombreux point d'amarrage ont été construits pour les plaisanciers.

## Nature

### Qualité de l'eau
Dans la partie sud du lac Näsijärvi, l'eau du lac est classée comme physicochimiquement excellente, biologiquement bonne, chimiquement moins que bonne et écologiquement bonne.
Les pollutions ponctuelles du lac Näsijärvi viennent principalement des usines de traitement des eaux usées et d'installations industrielles. 
Les résultats des usines de traitement sont bons. La situation était moins bonne jusqu'à la fermeture des grandes usines de papier et de pâte à papier. 
Näsijärven Pahvi Oy et la papeterie de Haarla ont rejeté leurs eaux usées dans la partie sud du lac Näsijärvi, et ont cessé leurs activités en 1983 et 1989, respectivement.
En 2008, la fermeture des usines de M-real et Ligno Tech Finland Oy a encore amélioré la situation dans la partie sud du lac Näsijärvi. 
L'arrêt de la production de pâte à papier dans les usines de Mänttä en 1991 a eu un impact significatif sur l'état naturel des régions du nord et du centre du lac Näsijärvi.
L'extrémité sud du lac Näsijärvi est toujours polluée par la centrale électrique de Naistenlahti de la Tampereen Sähkölaitos, l'usine d'eau de Kaupinoja de Tampereen Vesi et Tampereen Kaukolämpö Oy,.

### Poissons et écrevisses
Les poissons les plus courants du lac sont : perche commune, brochet, truite, grémille, sandre, éperlan d'Europe, brème commune,  lotte, corégone blanc, corégone lavaret, brème bordelière, ablette, rotengle, gardon.
Les lacs souffrent de la peste de l'écrevisse et par conséquent, les écrevisses ne sont pas nombreuses.
En 1991–1997, on a apporte des écrevisses de Californie dans le lac, qui semblent s'être bien adaptées au lac Näsijärvi et l'espèce prospère.

## Galerie

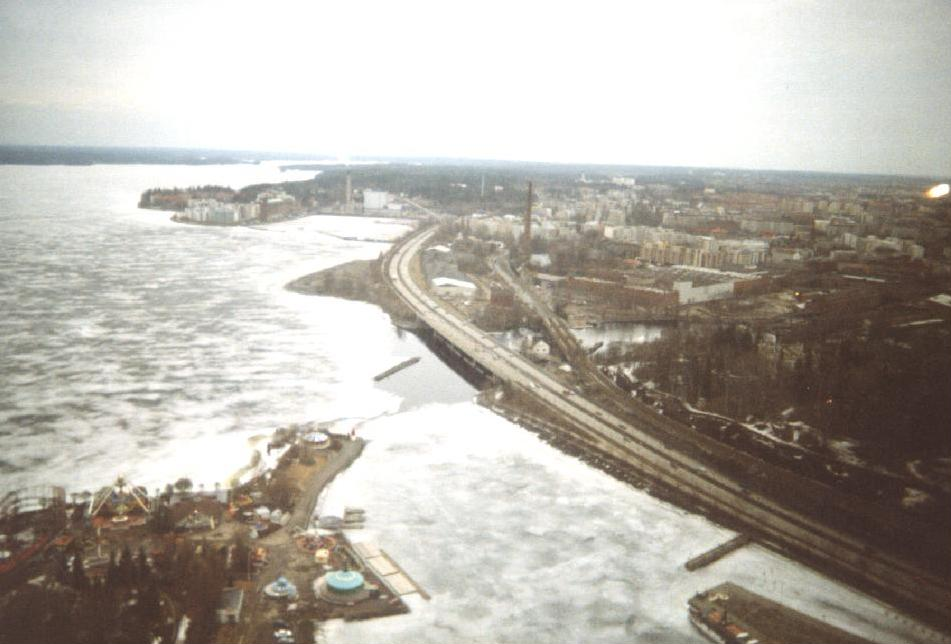
Le lac Näsijärvi gelé en hiver.
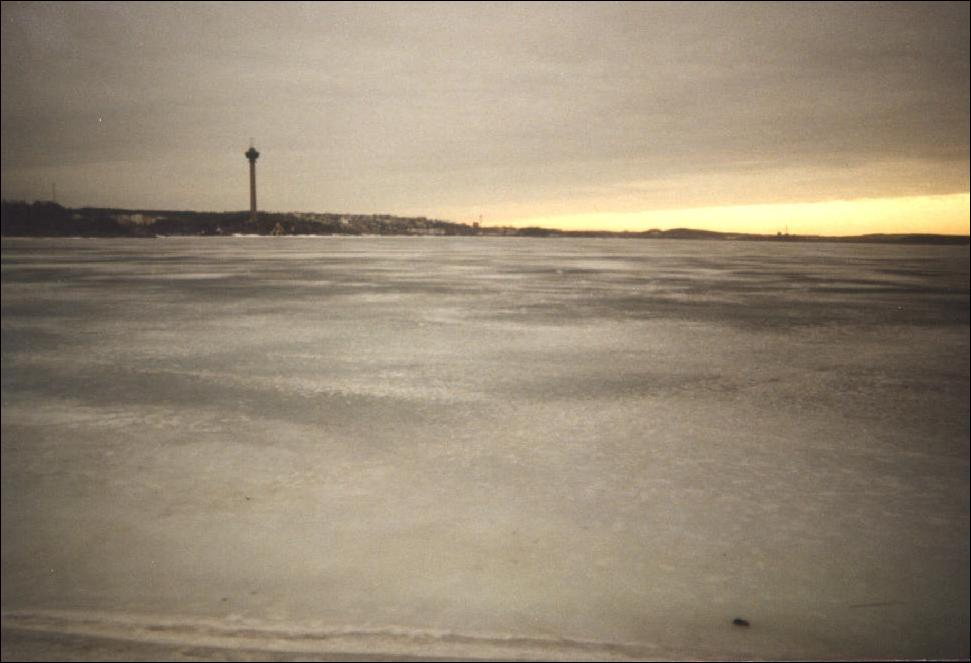
Le Näsijärvi en hiver.
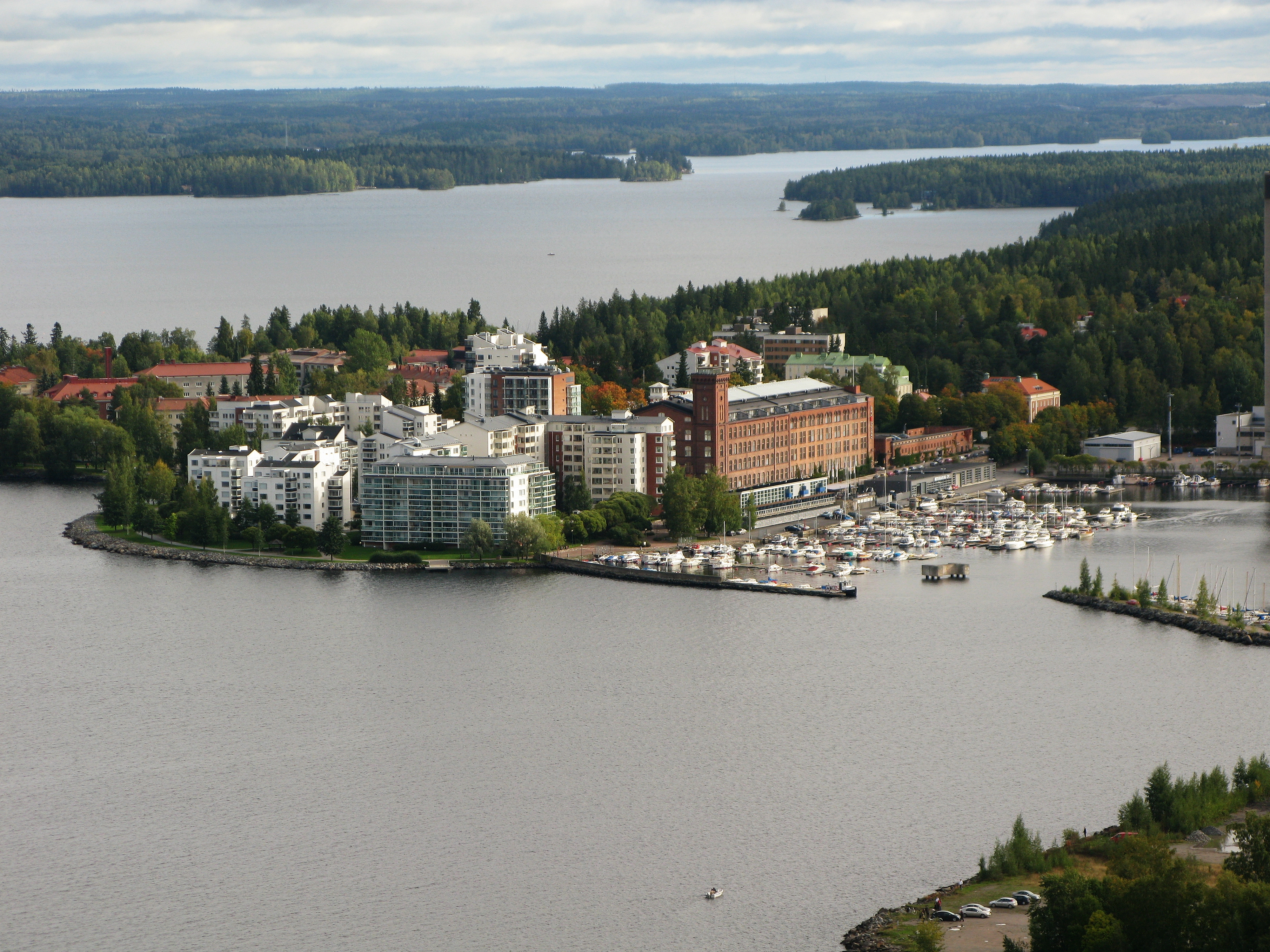
Lapinniemi.
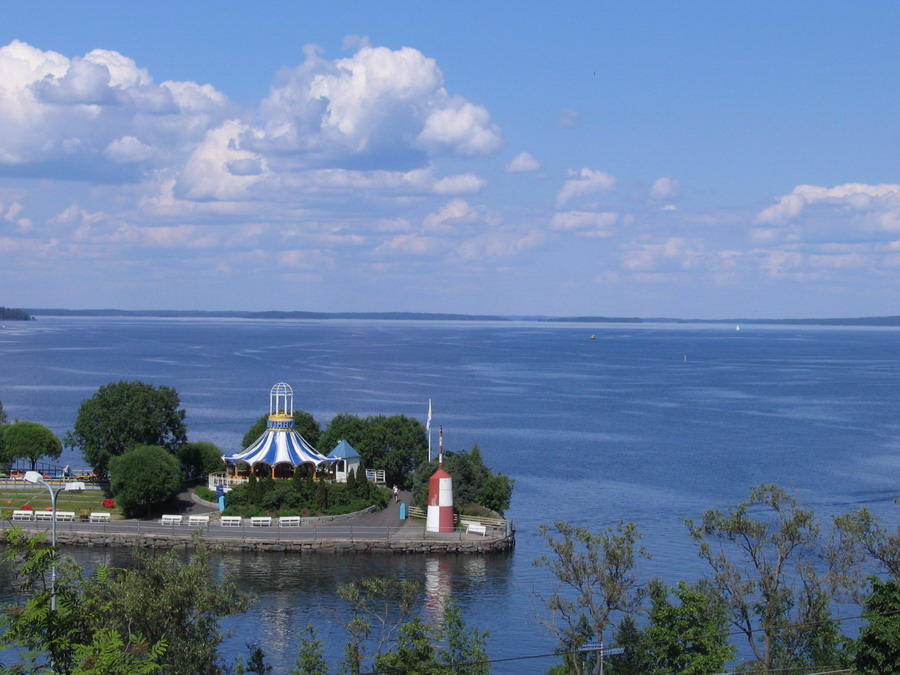
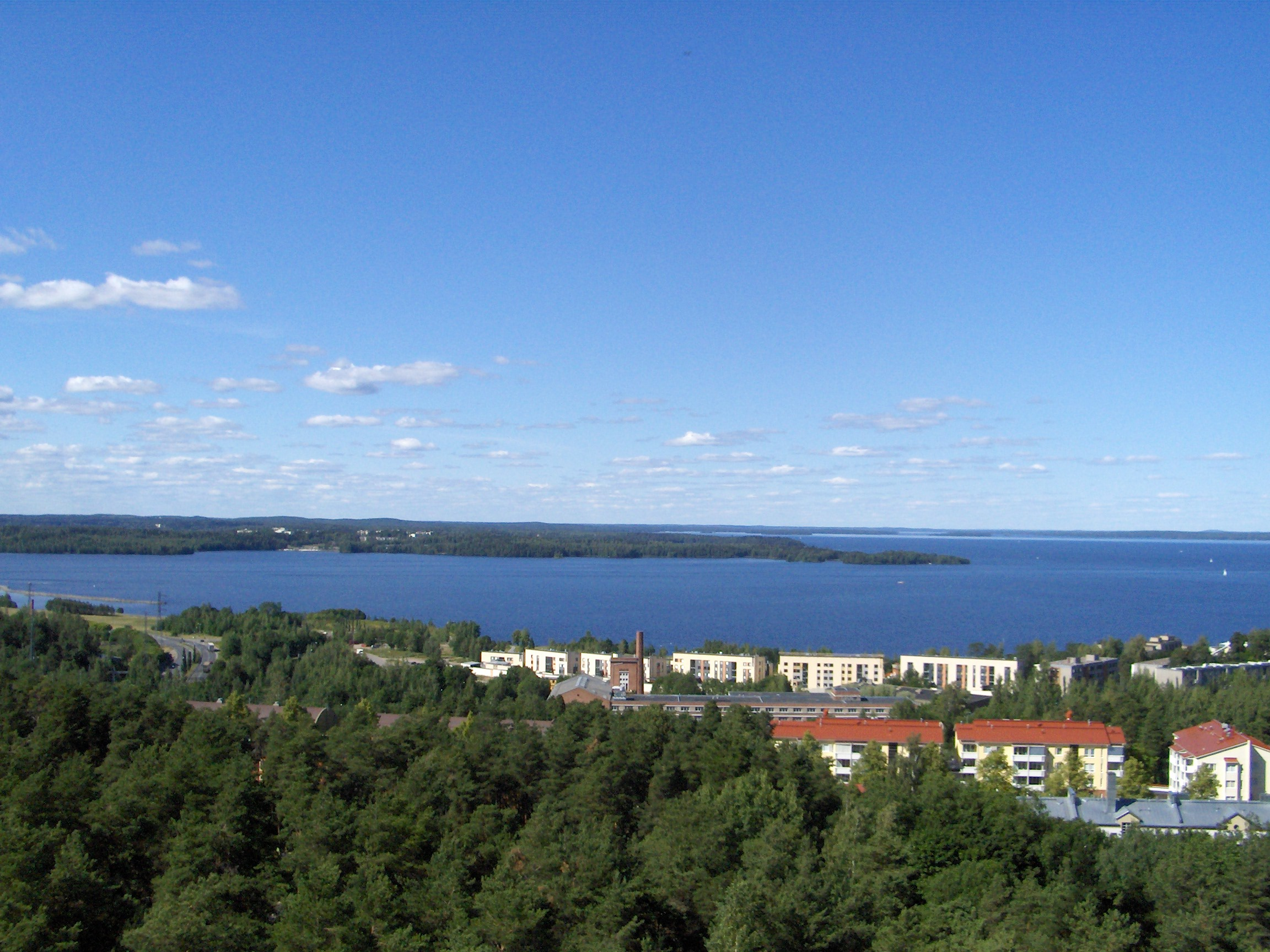
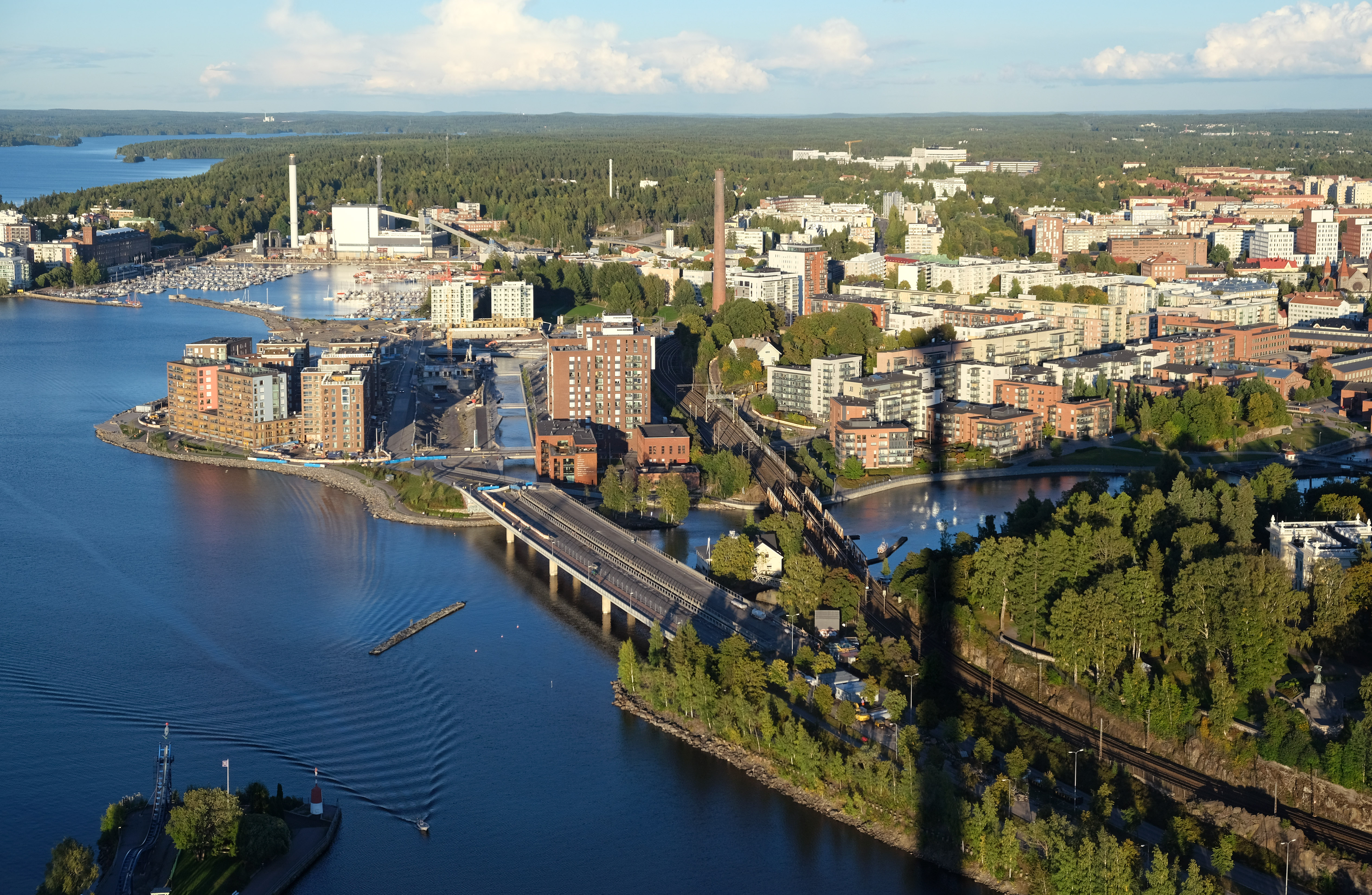
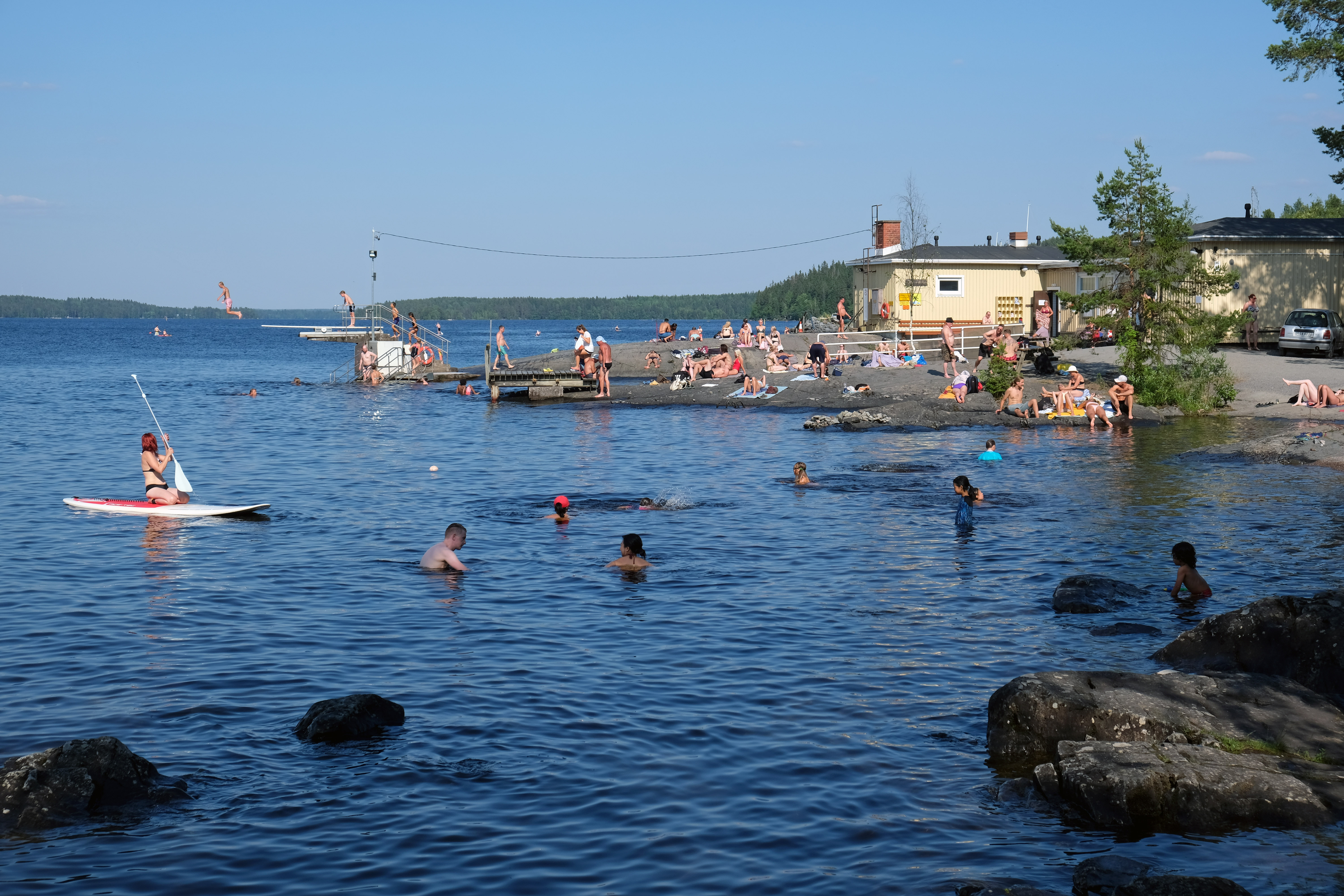
Rauhanniemi.